# Megalapteryx benhami
Megalapteryx benhami è una specie di moa vissuta in Nuova Zelanda nell'Isola del Sud ed estinta intorno al 1500.
Studi approfonditi ed analisi sul DNA hanno stabilito che vi erano differenti serie evolutive nella specie dei moa oltre al Megalapteryx didinus, aumentandone la classificazione in specie e sottospecie, come per il Megalapteryx benhami che è stato riconosciuto come sottospecie a sé stante nel 2005 (Baker et al., 2005).